# چال‌آب
چال‌آب (به ترکی آذربایجانی: Çelov) یک منطقهٔ مسکونی در جمهوری آذربایجان است که در شهرستان قبوستان واقع شده‌است. چال‌آب ۱٬۳۱۰ نفر جمعیت دارد.